# Sylvain Moniquet
Sylvain Moniquet (Namur, Región Valona, 14 de enero de 1998) es un ciclista belga que compite con el equipo Cofidis.

## Biografía
Sylvain Moniquet se incorporó al UCI WorldTour en 2021 con el equipo Lotto Soudal, que lo contrató por dos años. En abril terminó decimosexto en Flecha Brabanzona. Una semana después, participó en la Flecha Valona, donde formó parte de la escapada del día.

## Palmarés
2025
- 1 etapa del Tour de Limousin

## Resultados en Grandes Vueltas
| Carrera | Carrera         | 2017 | 2018 | 2019 | 2020 | 2021 | 2022 | 2023 | 2024  | 2025 |
| ------- | --------------- | ---- | ---- | ---- | ---- | ---- | ---- | ---- | ----- | ---- |
|         | Giro de Italia  | —    | —    | —    | —    | —    | 48.º | —    | —     | 71.º |
|         | Tour de Francia | —    | —    | —    | —    | —    | —    | —    | —     | ―    |
|         | Vuelta a España | —    | —    | —    | —    | 83.º | —    | 94.º | 110.º | ―    |

—: no participa

Ab.: abandono

## Equipos
- AGO-Aqua Service/WB Development (2017-2019)
  - AGO-Aqua Service (2017-2018)
  - Wallonie-Bruxelles Development Team (2019)
- Groupama-FDJ Continental (2020)
- Lotto (2021-2024)
  - Lotto Soudal (2021-2022)
  - Lotto Dstny (2023-2024)
- Cofidis (2025-)